# Anathetis melanofascia
Anathetis melanofascia är en fjärilsart som beskrevs av Antonius Johannes Theodorus Janse 1940. Anathetis melanofascia ingår i släktet Anathetis och familjen nattflyn. Inga underarter finns listade i Catalogue of Life.